# دولفين القابضة للطاقة
دولفين القابضة للطاقة، هي شركة نفط وغاز طبيعي مصرية.

## مشروعات الشركة
في أكتوبر 2014، كشفت تقارير إسرائيلية عن توقيع خطاب نوايا غير ملزم لتصدير الغاز من إسرائيل إلى مصر، لحساب تحالف غير حكومي، يقوده رجل الأعمال علاء عرفة.
وذكر موقع ذا ماركر الاقتصادي الإسرائيلي، أن تحالف الشركات المسؤول عن حقل غاز تمر الإسرائيلي وقع خطاب نوايا مع شركة دولفينوس القابضة المحدودة، في 17 أكتوبر، من أجل بدء التفاوض على اتفاق لتوريد الغاز الطبيعي من مشروع تمار للمشتري، عن طريق أنبوب الغاز الموجود وتتولى تشغيله شركة غاز شرق المتوسط، من أجل تسويقه في مصر.
وحسب التقرير، يتضمن الخطاب الموقع عدة شروط تجارية للصفقة المقترحة، ستمثل أساساً للتفاوض بين الطرفين للتوصل إلى بنود العقد الملزم. ومن ذلك أن يتم التوريد بكميات تصل إلى 250 ألف مليون وحدة يومياً لمدة عامين. وسيكون التوريد على أساس التوريد غير المنقطع لكميات الغاز الزائدة لدى شبكة شركاء تمر من مشروع تمر، والذين سيتعهدون بتوريد كميات إجمالية لا تقل عن 5 ملايين متر مكعب خلال 3 سنوات.
وورد في التقرير أن الشركة التي ستستورد الغاز من إسرائيل ستبيعه للمشروعات الصناعية في مصر، وبموجب البنود الواردة في العقد لن يكون المشتري ملزما بشراء حد أدنى من كميات الغاز، التي سيتم نقلها إلى عسقلان، ومن هناك إلى مصر عبر أنابيب الغاز القائمة بالفعل.
وقعت شركة دولفينوس في مارس 2015 لشراء غاز من حقل تمار الإسرائيلي بقيمة 1.2 مليار دولار، عبر خط الأنابيب المصري-الإسرائيلي. حسين سالم يملك 28% من أسهم شركة غاز شرق المتوسط، بينما يملك يوسي مايمان 12.5% عبر شركته المفلسة أمپال، وتملك هيئات استثمارية إسرائيلية 4% من الشركة.
في مايو 2015، شركة دولفينوس (علاء عرفة) بدأت مفاوضات مع شركة غاز شرق المتوسط (حسين سالم) لنقل الغاز من حقل تمر الإسرائيلي إلى مصر عبر أنبوبها، وذلك بإرسال رسالة رسمية إلى شركة غاز شرق المتوسط.
وفي 18 فبراير 2018، أعلنت نوبل إنرجي الأمريكية وذلـك الإسرائيلية عن توقيع اتفاقيتين مع شركة دولفين بقيمة 15 بليون دولار. ستمد دلـِك ونوبل مصر بسبعة مليون متر مكعب من الغاز سنوياً. نصف الغاز سيأتي من حقل تمر - الذي بدأ تشغيله بالفعل- ونصفه الآخر سيأتي من حقل لڤياثان - قيد التطوير حالياً، مع خطط ببدء تشغيله في العام التالي، 2019.
لنقل الغاز، تتطلع الشركتان لخطوط أنابيب مختلفة، منها خط أنابيب شرق المتوسط - والذي يجري بالتوازي مع شاطئ غزة- وخط الغاز العربي عبر الأردن. يمكن أن يتم تصدير إجمالي يقارب 64 بليون متر مكعب من الغاز. تأتي هذه الاتفاقية بالإضافة للاتفاقيات التي تم توقيعها في 2016 مع شركة الكهرباء الأردنية لمد الأردن بالغاز من حقل لڤياثان.